# Céleres
Céleres (em latim: Celeres) eram uma unidade militar romana composta por três centúrias que remonta à época do reinado de Rômulo (r. 753–717 a.C.). A origem de seu nome é incerta com as fontes clássicas propondo uma etimologia associada à eficácia e agilidade da unidade ou com o nome do suposto primeiro comandante, chamado Céler. Sua principal função era servir como guarda pessoal do rei, porém teve pouca duração, sendo desmantelada pelo reinado de Numa Pompílio (r. 715–673 a.C.). Foi proposta sua recriação por Tarquínio Prisco (r. 616–579 a.C.), mas devido a contestação de Ácio Névio, o projeto não foi levado adiante.

## História

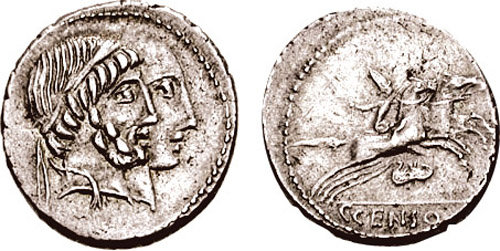
Denário de Caio Censorino emitido em com efígie de Numa Pompílio e Anco Márcio

Os céleres foram instituídos por Rômulo para servir como sua guarda pessoal, porém tiveram uma vida muito curta, tendo sido desmantelados pelo rei seguinte Numa Pompílio (r. 715–673 a.C.). A tentativa de recriar os céleres encabeçada por Tarquínio Prisco (r. 616–579 a.C.) foi confrontada por Ácio Névio. Como solução, Tarquínio abandonou a ideia de recriar uma unidade de cavaleiros como aquela dos tempos de Rômulo e simplesmente dobrou o número de equestres, permitindo-o esquivar-se da oposição de Ácio Névio.
Quanto à origem do nome dos Céleres, as fontes descrevem duas opiniões diferentes: a primeira afirma que teria se originado do nome de seu comandante, Céler, que supostamente teria matado o irmão de Rômulo, Remo, e teria recebido dele o comando da unidade; a segunda sustenta que a unidade, por muitas vezes ser capaz de salvar a maré duma batalha e por seus componentes venceram uma batalha muito rapidamente, recebia esse nome com o sentido de "velozes". 

## Descrição e funções
Os membros da unidade dos Céleres eram eleitos dentre os romanos mais importantes, isto é, aqueles que faziam parte das cúrias, e estavam divididos em três grupos (tícios, lúceres e ranmes) cada qual subdividido em 10 cúrias. Cada cúria tinha a tarefa de eleger 10 unidades de cavalaria entre os homens mais fortes e robustos (segundo as fontes também designados senadores) para compor um total de 300 cavaleiros.

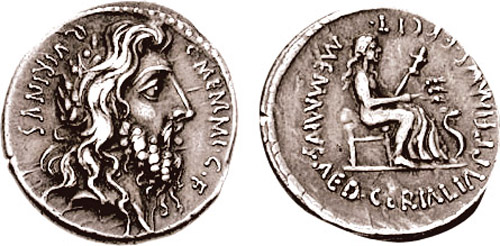
Denário do edil Caio Mêmio com efígie de Rômulo como Quirino

Aos Céleres foram atribuídas várias competências: eram a guarda pessoal do rei, protegiam os senadores ficavam estacionados no primeiro arquivo e acompanhavam o rei em batalha para protegê-lo e auxiliar o exército em caso de necessidade. Outras fontes falam de uma escolta de 300 soldados que acompanharam culpados de crimes ao fórum e de penas que exigiam a integração do réu aos Céleres.
Os Céleres eram formados por jovens armados de lança (provavelmente a cavalo), segundo o território onde uma batalha teve lugar, e eram infantes ou cavaleiros. As fontes também afirmam que seu comandante, o tribuno dos céleres, controlava três centúrias de equestres (cada uma delas obtida dos ranmes, tícios e lúceres), além de algumas outras unidades menores, porém de caráter obscuro. O comandante dos Céleres, sob Numa Pompílio, oficiava no terceiro grupo de ritos e cerimônias sagradas.